# Melinda Bíró
Melinda Bíró (* 7. Januar 2007) ist eine ungarische Tennisspielerin.

## Karriere
Bíró spielte bisher überwiegend Turniere der ITF Junior Tour. Mit insgesamt 10 Turniersiegen, Einzel und Doppel, war sie 2023 die erfolgreichste Spielerin.
2023 erhielt sie eine Wildcard für die Qualifikation zum Hauptfeld im Dameneinzel des Hungarian Grand Prix, ihrem ersten Turnier der WTA Tour. Sie verlor aber bereits in der ersten Runde gegen Irene Burillo Escorihuela mit 2:6 und 2:6.